# Rechen (Werkzeug)

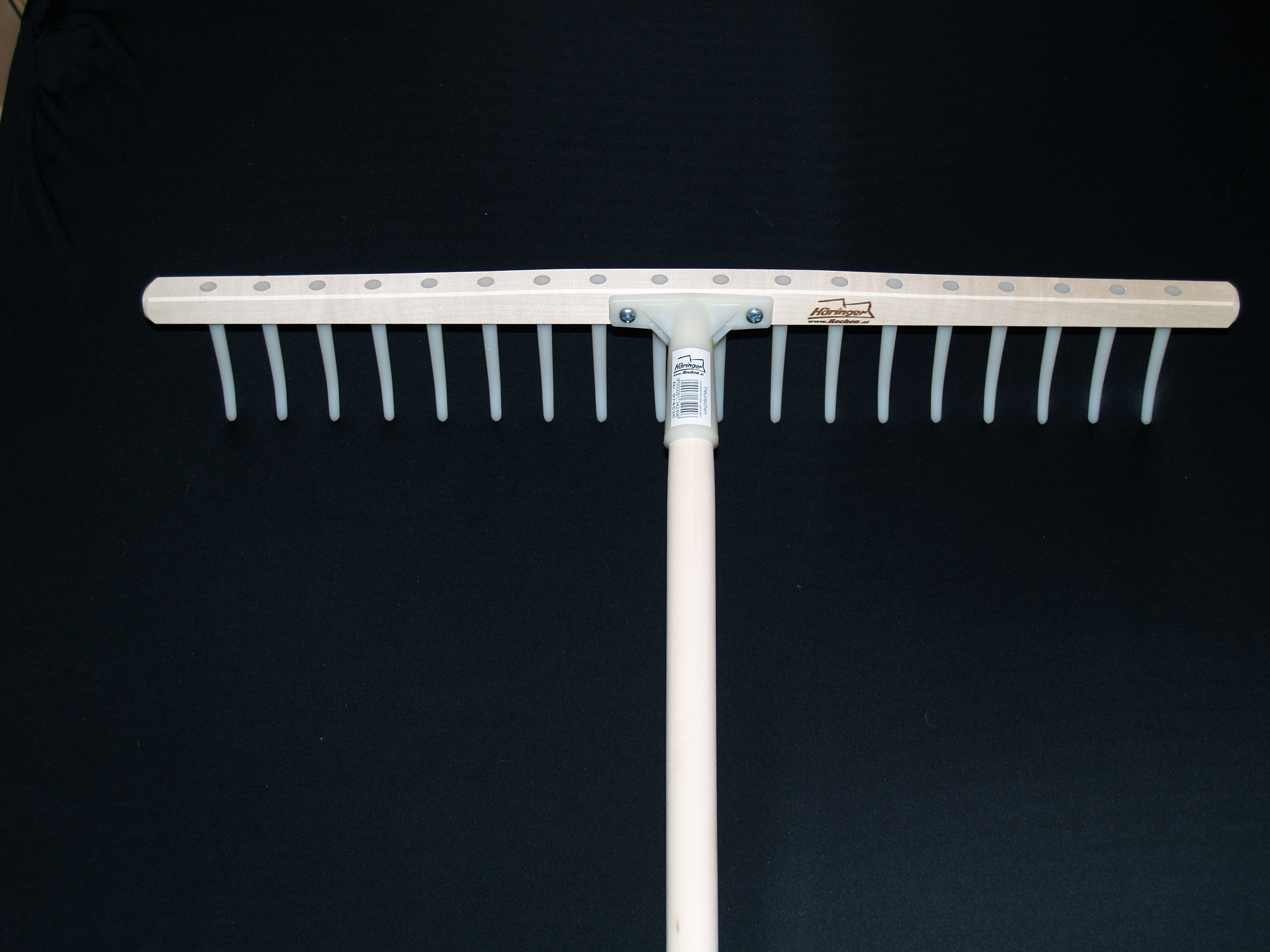
Heurechen für die Heuernte

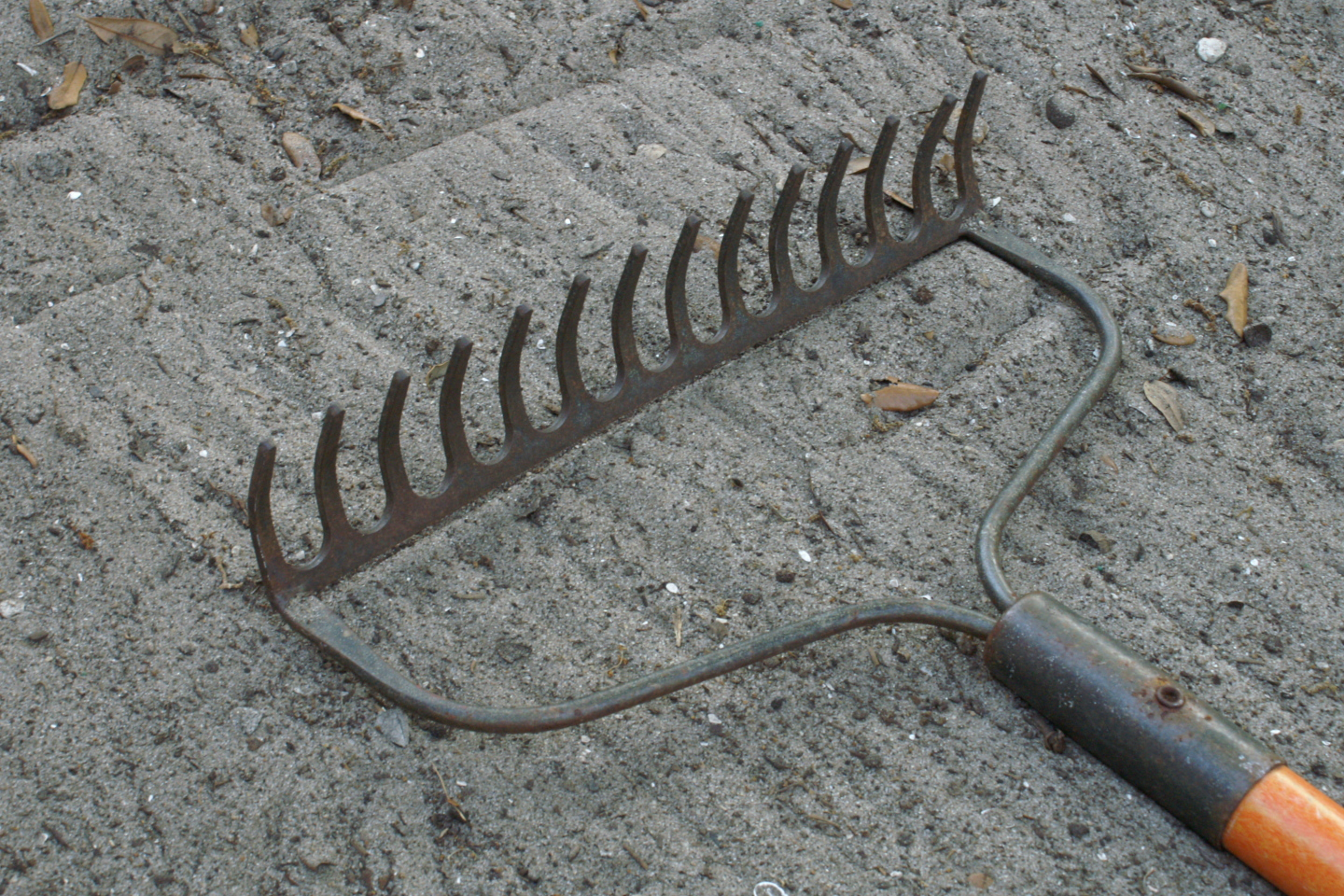
Gartenharke zum Harken und Glattziehen des Bodens

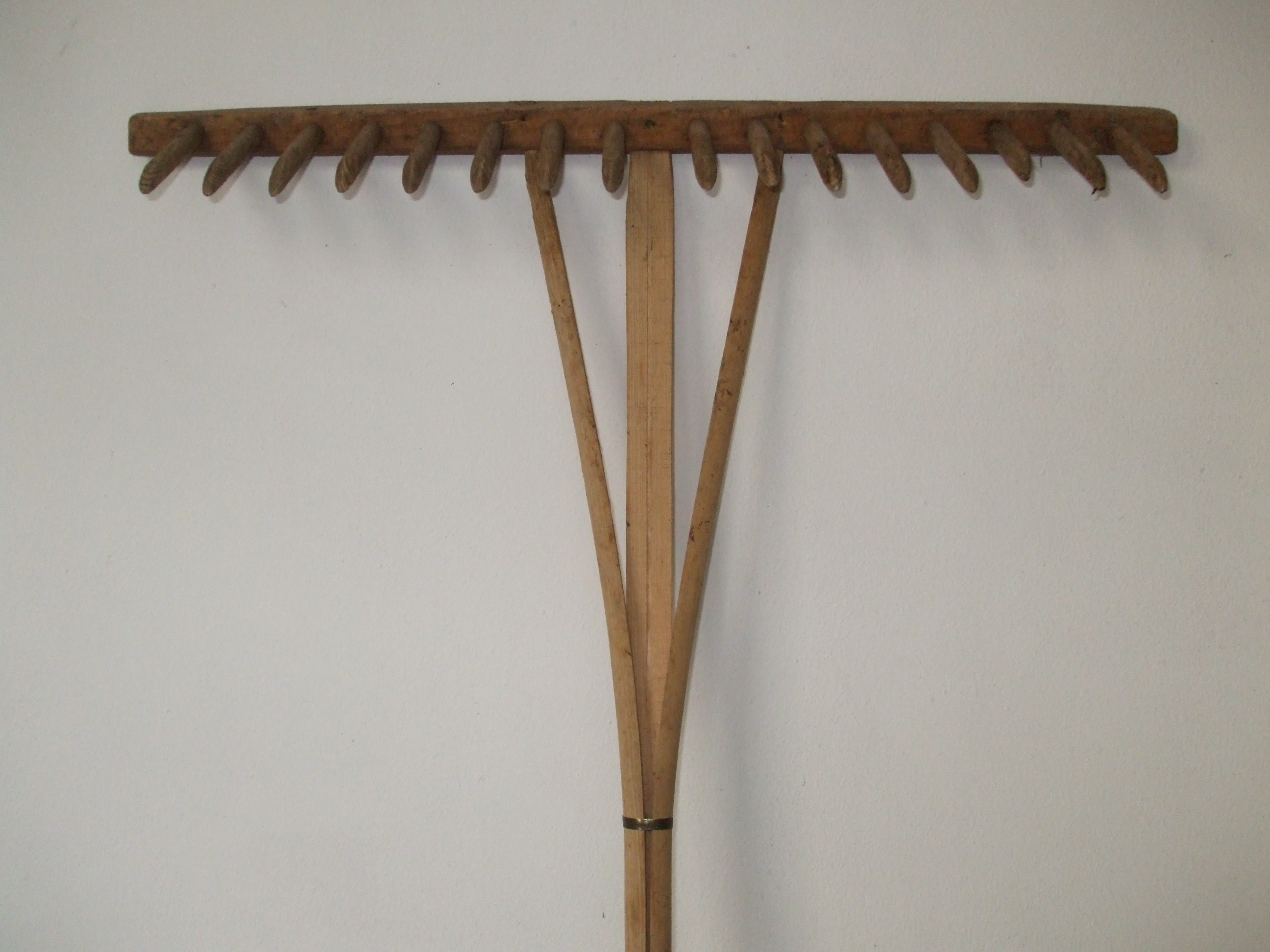
Heurechen mit Holzzinken und dreifach gegabelter Stielbefestigung, wie er im Kraichgau üblich war

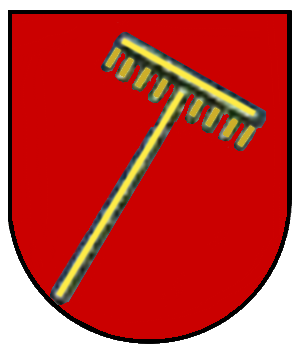
Wappen von Bad Liebenzell-Unterhaugstett, siehe auch Rechen (Heraldik)

Der Rechen bzw. (oft im nord- und mitteldeutschen Sprachraum) die Harke sind Gartengeräte mit einem Stiel, einem quer dazu angesetzten Stab, dem „Holm“ oder „Rechenbalken“, und mehreren kurzen Fortsätzen, den „Zinken“. Das Gerät dient je nach Ausführung zum Zusammenziehen von lockerem Material (Laub, Grasschnitt oder Heu), Furchenziehen für Saatgut oder zum Bearbeiten des Bodens (Lockern, Reinigen von Pflanzenresten und Steinen, Ebnen und Verteilen). Auch zum Verteilen von Materialien wie Kies, Beton oder Bitumenbelag im Straßenbau kann es verwendet werden. Anwendung findet es in der Landwirtschaft, im Gartenbau und im Baugewerbe.

## Art und Bestand
Der Kopf eines Rechens wird meistens aus Metall oder aus Holz gefertigt. Kunststoff kommt seltener zum Einsatz, da die Schlagfestigkeit für den Gebrauch meist nicht ausreicht. Manchmal ist aber eine schonende Behandlung des Untergrundes gewünscht, dann sind die nachgiebigen Zinken einer Kunststoffausführung besser geeignet.
Die Stammform ist der Heurechen, der für die Heuernte (und den späteren Weitertransport) schon in der Römerzeit entwickelt wurde. Dieser Rechen entspricht physiologisch den gespreizten Fingern, die er in ihrem Funktionsumfang erweitert. Im Norddeutschen Sprachgebrauch ist dieser Holzrechen mit tendenziell längerem Stiel von etwa 2 m der eigentliche Rechen. Es gibt auch Heurechen aus leichtem Metall.
Schwere Rechen mit Holm und Zinken aus stabilem Stahl und vergleichsweise kürzeren Stielen werden als Erdrechen bezeichnet und dienen dem Einebnen (Planieren) von lockerer Erde, Sand, Kies und anderen weichen Böden. Sie sind die Kleinausführung der Egge. Für Norddeutsche ist sie die eigentliche Harke.
Siehe auch: Laubrechen

## Verwendung
- Für die Bearbeitung gepflegter Rasenflächen sind engzinkige Rechen aus Metall geeigneter, da sie auch kleine Bestandteile aufsammeln können und gleichzeitig den Rasen vertikutieren.
- In dichten, verfilzten und verwucherten Flächen ist ein weitzinkiger Rechen aus Holz besser geeignet, weil dieser nicht so leicht „hängen bleibt“. So hat dieser Rechen durchaus auch noch heute seine Daseinsberechtigung, auch wenn er oft für ein Museumsstück gehalten wird.
- Eine Sonderform war früher ein spezieller Ährenrechen mit besonders eng stehenden und gebogenen, dünnen Zinken. Diese Bauform aus Metall ist auch als (metallener) Heurechen bekannt.
- Der Rechen ist wichtigstes Werkzeug zum Anlegen eines Kare-san-sui, einer Form des japanischen Gartens. Auch das Rechen an sich wird im Zen als Meditation erlebt und praktiziert.
- Teichrechen sind spezielle Rechen zur Reinigung von Teichen, welche aufgrund ihrer Größe früher von Pferden gezogen wurden, und heute als Handwerkzeuge zum Einsatz kommen.

## Sprachliches
Die Trennlinie der synonymen Oberbegriffe Rechen und Harke verläuft im Westen etwa bei der Benrather Linie, im Osten etwas südlicher, nördlich von Dresden, leicht nach Nordost weiterlaufend. Im Norden wird stellenweise zwischen den beiden Begriffen bedeutungsmäßig unterschieden. Harke ist dabei der Erdrechen zum Glätten der Gartenbeete und Wege, und Rechen ist der Heurechen zum Zusammenrechen von Laub und Gras. Das dazugehörige Verbum lautet im Norden harken und im Süden rechen (dialektal in Österreich häufig rechnen). So wird auch bei jenen Norddeutschen, die zwischen den Arbeitsgeräten unterscheiden, die Formulierung „Laub harken“ nicht als falsch empfunden.
Vereinzelt und missverständlich ist in Norddeutschland die Bezeichnung Forke belegt, einem ebenfalls mit Zinken versehenen Gerät, welches unter anderem für ähnliche Aufgaben wie der Rechen verwendet wird. Der Kamm wird scherzhaft auch als Läuserechen bzw. Läuseharke bezeichnet. Im süddeutschen Raum wird die Bezeichnung Harke für eine Art von Hacke mit quergestelltem Blatt für die Bodenbearbeitung verwendet.